# Термополий
Термополий (лат. thermopolium, от др.-греч. θερμός «тёплый» и πωλέω «продаю») — древнеримский трактир или бар, где подавали горячую еду и вино с пряностями.
Термополии были чаще всего маленькими помещениями, которые выходили на улицу прилавком. Блюда разогревались с помощью нескольких объёмных сосудов (лат. dolium) с водой или больших чанов, встроенных в прилавок, содержимое которых подогревалось на огне под сосудами. Внутри находилась печь, на которой еда варилась. Предлагаемые блюда были очень просты: горох, бобы, чечевица, также подавалось вино, смешанное с горячей водой. Посетители ели стоя, однако были обнаружены сооружения с местами для сидения или своего рода отелем с комнатами для гостей над баром.
Термополии были найдены во многих римских поселениях: в Остии, Геркулануме, в Помпеях термополий Аселлина сохранился полностью с обстановкой.